# Bitwa pod Moskwą (1612)

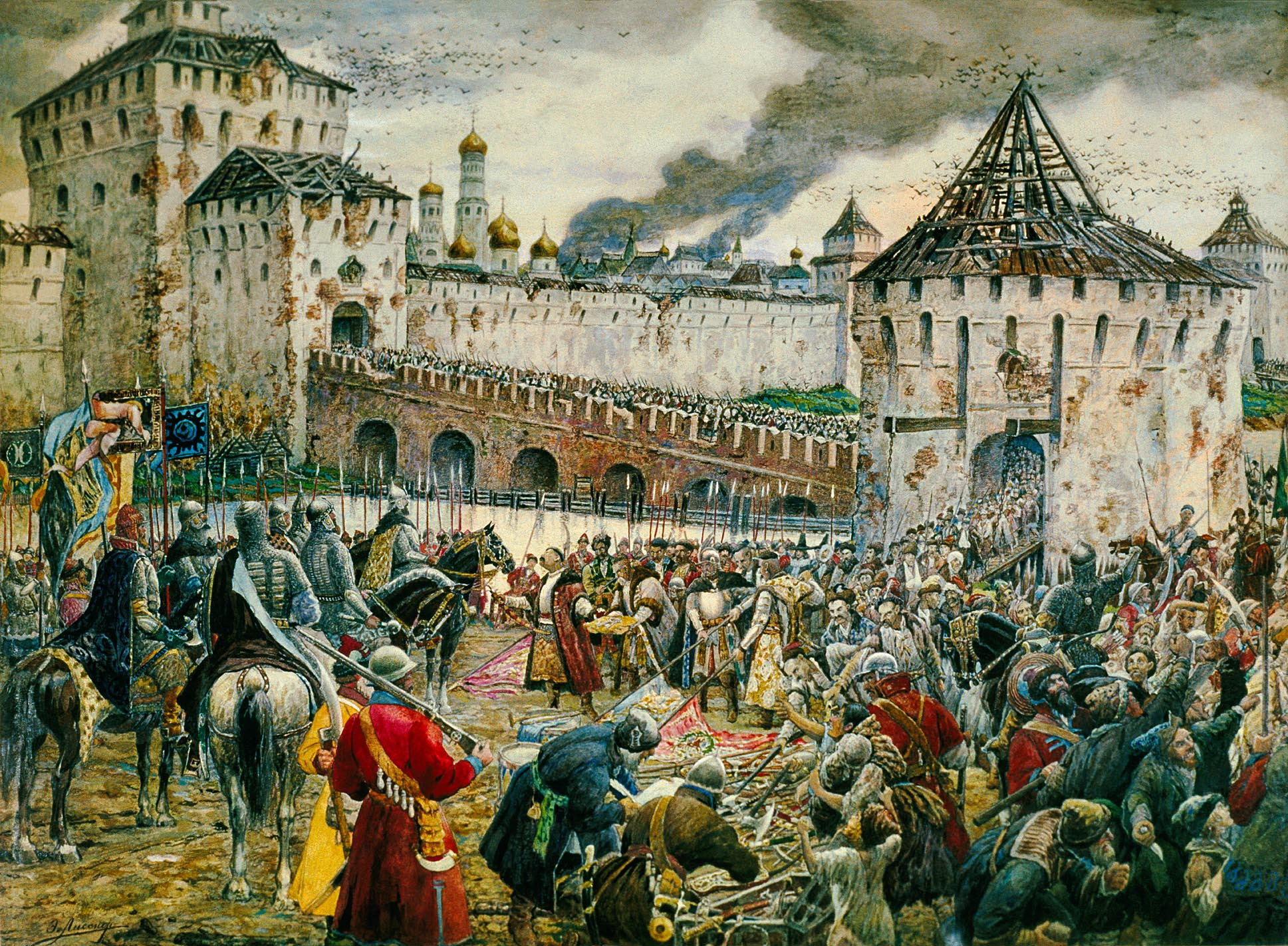
Polska załoga Kremla poddaje się kniaziowi Dymitrowi Pożarskiemu. Obraz rosyjskiego malarza Ernsta Lissnera

Bitwa pod Moskwą (ros. Московская битва) – dwie bitwy stoczone w dniach 1 i 3 września 1612 na przedmieściach Moskwy przez wojska polsko-litewskie pod dowództwem hetmana wielkiego litewskiego Jana Karola Chodkiewicza, z oddziałami rosyjskiego I i II pospolitego ruszenia pod dowództwem Dymitra Pożarskiego i Dymitra Trubeckiego. Jedno z kluczowych starć wojny polsko-rosyjskiej (1609–1618).

## 1 września
Polacy bezskutecznie próbowali przerwać oblężenie Kremla i Kitaj-gorodu w Moskwie, by dostarczyć aprowizację polskiej załodze dowodzonej przez pułkownika Mikołaja Strusia. 1 września wojska polsko-litewskie uderzyły z zachodu na przedmieścia Moskwy. Atak polskiej husarii początkowo przełamał szyki jazdy rosyjskiego dworiaństwa. Uderzenie wsparła piechota węgierska, niemiecka i polska. Jednak jednocześnie nastąpiło odsłonięcie prawego skrzydła wojsk Rzeczypospolitej, na które z flanki uderzyła niespodziewanie zza rzeki Moskwy jazda kozaków dońskich Dymitra Trubeckiego. W tym samym czasie niepowodzeniem zakończył się wypad oddziałów garnizonu Kremla na tyły wojsk moskiewskich. Tego dnia straty obu stron wyniosły około 1000 zabitych.

## 3 września
Chodkiewicz postanowił tym razem uderzyć na Moskwę poprzez jej południowe przedmieście Zamoskworieczie. Pod mury Kremla wzdłuż Moskwy przeniknęło 600 piechurów węgierskich, którym udało się zdobyć przyczółek mostowy. Jednocześnie w ich kierunku uderzyły główne siły polsko-litewskie. Tu ugrzęzły jednak w ciasnych uliczkach Zamoskworieczia, gdzie stały się łatwym celem kontrataków Rosjan. Operacja ostatecznie się nie powiodła. Obie strony straciły 500 zabitych.

## Wynik
Bitwa zakończyła się taktycznym zwycięstwem Rosjan. Pozbawiony aprowizacji polski garnizon Kremla skapitulował 7 listopada 1612. 8 grudnia idący z kolejną odsieczą król Zygmunt III Waza na wieść o poddaniu się Moskwy zawrócił swoje wojska spod obleganego Wołokołamska.